# Tonicella venusta
Tonicella venusta is een keverslakkensoort uit de familie van de Mopaliidae. De wetenschappelijke naam van de soort is voor het eerst geldig gepubliceerd in 1999 door Clark.